# Maurici de Saxònia-Zeitz
Maurici de Saxònia-Zeitz (en alemany Moritz von Sachsen-Zeitz) va néixer a Dresden el 28 de març de 1619 i va morir al seu palau de Moritzburg, a Zeitz, el 4 de desembre de 1681. Era un noble alemany de la Casa de Wettin, fill de l'elector Joan Jordi I de Saxònia (1585-1656) i de la princesa de Prússia Magdalena Sibil·la de Prússia (1587-1659).
Igual que els seus germans es va formar en el Tribunal de Justicia en Dresden, i entre els anys 1642 i 1645 va viatjar amb el seu germà Cristià pel nord d'Alemanya i pels Països Baixos.
Amb la disposició testamentària del seu pare, el 20 de juliol de 1652 a Dresden, es confirmà la divisió del territori albertí. Així es va crear el ducat de Saxònia-Zeitz per a Maurici. Després de la destrucció del vell palau episcopal durant la Guerra dels Trenta Anys, Maurici va ordenar la construcció, a partir de 1657, d'un palau barroc a Zeitz, anomenat Palau de Moritzburg. El palau s'acabà el 1678.

## Matrimoni i fills
El 19 de novembre de 1650 es va casar a Dresden amb Sofia Herwig de Schleswig-Holstein-Sonderburg-Glücksburg, filla del duc Felip (1584-1663) i de Sofia de Saxònia-Lauenburg (1601-1660). En la mateixa boda es casava també el germà de Maurici, Cristià, amb la germana de Sofia Hedwig, Cristina. D'aquest primer matrimoni en nasqueren: 
- Joan Felip (1651-1652).
- Maurici (1652-1653).

Havent enviudat, el 3 de juliol de 1656 es va casar també a Dresden amb Maria Dorotea de Saxònia-Weimar (1641-1675), filla del duc Guillem IV de Saxònia-Weimar (1598-1662) i d'Elionor Dorotea d'Anhalt-Dessau (1602-1664). D'aquest segon matrimoni en nasqueren: 
- Elionor Magdalena (1658-1661).
- Guillemina Elionor (1659).
- Erdmuda Dorotea (1661-1720), casada amb el duc Cristià II de Saxònia-Merseburg (1653-1694).
- Guillem Maurici (1664-1718), casat amb Maria Amàlia de Brandenburg-Schwedt (1670-1737).
- Joan Jordi (1665-1666).
- Cristià August (1666-1725).
- Frederic Enric (1668-1713), casat primer amb Ângela Sofia de Württemberg-Bernstadt i després amb Filipina Anna de Schleswig-Holstein-Sonderburg-Schloss Meadow.
- Maria Sofia (1670-1671).
- Magdalena Sibil·la (1672).
- Sofia Guillemina (1675).

Havent mort la seva segona dona es casà per tercera vegada, el 14 de juny de 1676 a Hartmannsdorf amb Sofia Elisabet de Schleswig-Holstein-Sonderburg-Schloss Meadow, filla del duc Felip Lluís de Schleswig-Holsterin-Sonderburg-Schloss Meadow i d'Anna Margarida de Hessen-Homburg. D'aquest darrer matrimoni no en tingué fills.